# María Leal
María Leal (Buenos Aires, 5 de junio de 1947) es una actriz y conductora de televisión argentina.

## Carrera
Leal comenzó con papeles menores en telenovelas de Canal 9 a finales de los sesenta y luego protagonizó algunos episodios de Alta comedia. El 1 de marzo de 1970 protagonizó en Canal 13 "María Chiquita".  Pero, conquistó, en 1971,  gran popularidad como La Pecosa de Luis Gayo Paz con Enrique Liporace, en el Teatro Palmolive del Aire de lunes a viernes a las 15.30 a 16.00.
Posteriormente, protagonizó algunos episodios de Atreverse, ciclo televisivo que reunía a grandes artistas de la televisión argentina como Luisina Brando, China Zorrilla, Rodolfo Ranni, Chela Ruiz, Federico Luppi, Alicia Bruzzo, Graciela Dufau, Fernan Mirás, entre otros. 
Protagonizó la serie juvenil ¡Grande, Pa! junto a Arturo Puig de Telefe en el personaje de "María". Su interpretación le valió el Premio Martin Fierro como Actriz Protagonista de Comedia. Debido a su gran éxito, Leal condujo el programa Hasta las manos, donde jóvenes y adolescentes compartían un espacio de diálogo sobre diferentes temas.
Trabajó en la película Simplemente María y en el teleteatro María y Eloisa de Nené Cascallar con Luisina Brando. Formó parte del elenco de la serie Alguien que me quiera y de telenovelas exitosas como Gasoleros y Resistiré.

## Vida personal
Durante el 2020, Leal transitó el duelo por la muerte de su mamá y de su hermana, con una diferencia de apenas 11 días.

## Televisión
| Ficciones | Ficciones                          | Ficciones        | Ficciones                         |
| Año       | Título                             | Canal            | Personaje                         |
| --------- | ---------------------------------- | ---------------- | --------------------------------- |
| 1969      | Simplemente María                  | Canal 9          | Luciana Rivas Landeros            |
| 1970      | Vidas contadas                     | Canal 9          | Cristina                          |
| 1971      | La pecosa                          | Canal 13         | La pecosa                         |
| 1971      | Teatro Palmolive                   | Canal 9          | La pecosa                         |
| 1972      | María y Eloísa                     | Canal 9          | María                             |
| 1973      | Carmiña                            | Canal 9          | Julia Fontan                      |
| 1973-1974 | Humor a la italiana                | Canal 9          | Varios                            |
| 1974      | Alta comedia                       | Canal 9          | Celia "Ep: Piénsalo, Giácomo"     |
| 1974      | El teatro de Jorge Salcedo         | Canal 11         | Malvina "Ep: Me llamo cualquiera" |
| 1975      | Una noche de barrio                | Canal 11         | Patricia "Pato"                   |
| 1976      | Los ultimos enamorados             | Canal 13         | Victoria                          |
| 1977      | Mentiras que engañan               | Canal 9          | Verónica Martinez de Ansunsolo    |
| 1977      | Playa bonita                       | Canal 13         | Alberta Gomez                     |
| 1979      | Los hijos de López                 | ATC              | María Lopez                       |
| 1980      | Fabián 2 Mariana 0                 | ATC              | Mariana                           |
| 1981      | Mi viejo y yo                      | ATC              | María                             |
| 1981      | Velada de gala                     | ATC              | Laura Rosso                       |
| 1981      | Los especiales de ATC              | ATC              | Luisa / Gabriela                  |
| 1982      | Los siete pecados capitales        | ATC              | Sofía "Ep: La envidia"            |
| 1982      | Como en el teatro                  | ATC              | Varios                            |
| 1983      | Mamá por horas                     | Canal 13         | Roberta                           |
| 1985      | Frente al diablo                   | ATC              | Camila Moralvan                   |
| 1985      | Los exclusivos del 11              | Canal 11         | Liliana "Ep: El premio mas caro"  |
| 1986      | Libertad condicionada              | Canal 9          | Verónica Ortiz                    |
| 1987      | Culpable del amor                  | Canal 9          | Leticia Hernandez                 |
| 1988      | Los porteños                       | ATC              | Estela Bigliano                   |
| 1988      | Uno contra otros                   | ATC              | Nora                              |
| 1990      | Atreverse                          | Telefe           | Varios                            |
| 1991      | Dolores ajenos                     | Canal 9          | Mónica Santos                     |
| 1991-1994 | Grande Pa!                         | Telefe           | María                             |
| 1995      | El conventillo de la Paloma        | ATC              | Paloma                            |
| 1996      | Al final de la verdad              | ATC              | Miriam Fonseca                    |
| 1998      | Gasoleros                          | Canal 13         | Ana Salinas                       |
| 2000      | Vulnerables                        | Canal 13         | Lidia Moreno                      |
| 2001      | Las amantes                        | Canal 7          | Andrea "Ep: Las Ruvira"           |
| 2002      | Kachorra                           | Telefe           | Catalina                          |
| 2003      | Resistiré                          | Telefe           | Claudia Callase                   |
| 2005      | Mujeres asesinas                   | Canal 13         | Cristina "Ep: Cristina, rebelde"  |
| 2006      | Mujeres asesinas 2                 | Canal 13         | Elvira "Ep: Hermanas de sangre"   |
| 2007      | Mujeres de nadie                   | Canal 13         | Margarita "Marga" Vega            |
| 2008      | Socias                             | Canal 13         | Beatriz                           |
| 2010      | Alguien que me quiera              | Canal 13         | Malvina Andrade                   |
| 2014-2015 | Viudas e hijos del Rock & Roll     | Telefe           | Gabriela "Gaby" Bianchi           |
| 2018      | Rizhoma Hotel                      | Telefe           | Marta "Ep: El último beso"        |
| 2022      | El marginal                        | Netflix          | Jueza María Virginia Piñeiro      |
| 2022      | María Marta, el crimen del country | HBO Max          | Elvira Garaycochea                |
| 2022      | El buen retiro                     | Flow             | Elsa                              |
| 2024      | Un león en el bosque               | Flow             | Amanda                            |
| Programas |                                    |                  |                                   |
| Año       | Título                             | Canal            | Rol                               |
| 1995-1997 | Hasta las manos                    | Telefe / Canal 9 | Conductora                        |

## Cine
| Películas         | Películas                       | Películas          |
| Año               | Título                          | Personaje          |
| ----------------- | ------------------------------- | ------------------ |
| 1971              | Vuelvo a vivir, vuelvo a cantar | Marta              |
| 1972              | Simplemente María               | Ita                |
| 1975              | Los orilleros                   | Ercilia Larramendi |
| 1980              | Los miedos                      | Olga               |
| 1982              | La casa de las siete tumbas     | La boba            |
| 1982              | Los pasajeros del jardín        | Olinda             |
| 2001              | Cicatrices                      | La gringa          |
| 2001              | Ciudad del Sol                  | Juana              |
| 2016              | Las Ineses                      | Dominga            |
| 2017              | Señora Haidi                    | Haidi              |
| 2018              | S.S.C: La investigación         | Alicia Mirales     |
| Películas para TV |                                 |                    |
| Año               | Título                          | Personaje          |
| 1993              | ¿Donde queda el paraíso?        | Emilia             |
| Cortometrajes     |                                 |                    |
| Año               | Título                          | Personaje          |
| 1989              | La ausencia del señor           | Rosario "Rosi"     |
| 1993              | Belleza                         | Laura              |

## Teatro
| Teatro    | Teatro                          | Teatro              | Teatro |
| Año       | Título                          | Director            |        |
| --------- | ------------------------------- | ------------------- | ------ |
| 1995      | El conventillo de la Paloma     |                     |        |
| 1998      | Esa relación tan especial       |                     |        |
| 1998      | El conventillo de la Paloma     |                     |        |
| 2001-2009 | Monólogos de la vagina          | Lía Jelín           |        |
| 2004-2005 | La brisa de la vida             | Alejandra Ciurlanti |        |
| 2006      | Las Mosqueteras del Rey         | Carlos Moreno       |        |
| 2006      | El pequeño matrimonio ilustrado | Manuel González Gil |        |
| 2012      | 8 Mujeres                       | José María Muscari  |        |
| 2014      | La Señora Klein                 | Eva Halack          |        |
| 2016      | Casa Valentina                  | José María Muscari  |        |
| 2017      | Falladas                        | José María Muscari  |        |
| 2019      | Gente feliz                     | José María Muscari  |        |
| 2021-2023 | Brujas                          | Luis Agustoni       |        |

## Discografía
| Año  | Título    |
| ---- | --------- |
| 1971 | La Pecosa |

## Premios y nominaciones
| Año  | Premio               | Categoría                      | Programa         | Resultado |
| ---- | -------------------- | ------------------------------ | ---------------- | --------- |
| 1994 | Premio Martín Fierro | Actriz Protagonista de Comedia | ¡Grande, Pa!     | Ganadora  |
| 2007 | Premio Martín Fierro | Actriz Protagonista de Novela  | Mujeres de nadie | Nominada  |
| 2007 | Premio Clarín        | Actriz de Drama                | Mujeres de nadie | Nominada  |
| 2012 | Estrella de Mar      | Protagonista Femenina          | Ocho mujeres     | Ganadora  |